# Menetrend (nagylemez)
Koncz Zsuzsa Menetrend című nagylemeze 1981-ben jelent meg. A számok főleg arról szólnak, milyennek látja az elmúlt éveket a Tolcsvay–Bródy szerzőpáros és az énekesnő Koncz Zsuzsa. A borító szerint a Fonográf együttes kíséri a dalokat, de az együttes ekkor gyakorlatilag már nem létezett. Tolcsvay László vezetésével az együttes egykori tagjai játszanak a felvételeken.

## Az album dalai
1. Holnapra kész (Tolcsvay László – Bródy János) 5:15
2. Szólj kedvesem (Tolcsvay László – Bródy János) 4:34
3. Ajánlás (Tolcsvay László – Bródy János) 3:45
4. Csillagvirág (Tolcsvay László – Bródy János) 3:24
5. Vendégek (Tolcsvay László – Bródy János) 5:20
6. A vurstli (Tolcsvay László – Bródy János) 5:58
7. Amerika (Tolcsvay László – Bródy János) 3:48
8. Különvonatok (Tolcsvay László – Bródy János) 5:04
9. Az első 80 év (Tolcsvay László – Bródy János – Koncz Zsuzsa) 2:43

## Külső hivatkozások
- Információk Koncz Zsuzsa honlapján